# Пуебло-оф-Сандія-Вілледж (Нью-Мексико)
Пуебло-оф-Сандія-Вілледж (англ. Pueblo of Sandia Village) — переписна місцевість (CDP) в США, в окрузі Сандовал штату Нью-Мексико. Населення — 421 особа (2020).

## Географія
Пуебло-оф-Сандія-Вілледж розташоване за координатами 35°15′13″ пн. ш. 106°34′14″ зх. д. / 35.25361° пн. ш. 106.57056° зх. д. (35.253738, -106.570575).  За даними Бюро перепису населення США в 2010 році переписна місцевість мала площу 2,94 км², уся площа — суходіл.

## Демографія
Згідно з переписом 2010 року, у переписній місцевості мешкало 369 осіб у 131 домогосподарстві у складі 101 родини. Густота населення становила 126 осіб/км².  Було 143 помешкання (49/км²).
Расовий склад населення:
| - 93,8 % — корінних американців - 1,4 % — білих - 0,3 % — чорних або афроамериканців - 2,4 % — осіб інших рас |

До двох чи більше рас належало 2,2 %. Частка іспаномовних становила 11,4 % від усіх жителів.
За віковим діапазоном населення розподілялося таким чином: 33,9 % — особи молодші 18 років, 56,6 % — особи у віці 18—64 років, 9,5 % — особи у віці 65 років та старші. Медіана віку мешканця становила 31,4 року. На 100 осіб жіночої статі у переписній місцевості припадало 90,2 чоловіків;  на 100 жінок у віці від 18 років та старших — 80,7 чоловіків також старших 18 років.
Середній дохід на одне домашнє господарство  становив 48 885 доларів США (медіана — 40 000), а середній дохід на одну сім'ю — 53 126 доларів (медіана — 49 583). Медіана доходів становила 40 536 доларів для чоловіків та 31 771 долар для жінок. За межею бідності перебувало 28,2 % осіб, у тому числі 31,6 % дітей у віці до 18 років та 43,2 % осіб у віці 65 років та старших.
Цивільне працевлаштоване населення становило 120 осіб. Основні галузі зайнятості: мистецтво, розваги та відпочинок — 27,5 %, публічна адміністрація — 24,2 %, освіта, охорона здоров'я та соціальна допомога — 15,0 %, будівництво — 10,8 %.